# Владимировка (Тогучинский район)
Владимировка — село в Тогучинском районе Новосибирской области. Входит в состав Чемского сельсовета.

## География
Площадь села — 116 гектаров.

## Население
| 2002 | 2007 | 2010 |
| ---- | ---- | ---- |
| 583  | ↘577 | ↘515 |

## Инфраструктура
В селе по данным на 2007 год функционируют 1 учреждение здравоохранения и 2 учреждение образования.